# Sinigrin

Strukturní vzorec sinigrinu

Sinigrin (systematický název [(Z)-1-[(2S,3R,4S,5S,6R)-3,4,5-trihydroxy-6-(hydroxymethyl)oxan-2-yl]sulfanylbut-3-enylidenamino]síran draselný, součtový vzorec C10H16KNO9S2) je glukosinolát nalézající se v částech některých rostlin z čeledi brukvovitých (Brassicaceae). Je nepřímo zodpovědný za charakteristicky pálivou chuť těchto plodin. Sám o sobě nemá nikterak silné aroma, ovšem dojde-li k narušení buněčné struktury pletiv klíčových orgánů rostliny (brukev černá neboli brassica nigra, oddenek wasabi, křen…), reaguje s enzymem myrozinázou a hydrolyzuje se za vzniku alkylových silic (isothiokyanáty). Hořčičná semínka (hořčice setá, Sinapis alba) obsahují sinalbin.